# Riotord

Riotord este o comună în departamentul Haute-Loire, Franța. În 2009 avea o populație de 1,189 de locuitori.